# Panamas fodboldlandshold
Panamas fodboldlandshold er et hold under Federación Panameña de Fútbol, udvalgt blandt alle panamanske fodboldspillere til at repræsentere Panama i internationale fodboldturneringer arrangeret af FIFA og CONCACAF samt i venskabskampe mod andre nationale fodboldforbunds udvalgte hold.
Panama deltog første gang i en VM slutrunde i Rusland 2018. Det var dog en mindre god oplevelse da de tabte samtlige 3 af deres gruppekampe og endte sidst i deres pulje, og derfor måtte forlade deres første VM i gruppespillet.